# 羽田昶
羽田 昶（はた ひさし、1939年10月14日 - ）は、日本の能楽研究者。武蔵野大学客員教授、同能楽資料センター研究員、能楽学会常任委員。
トット基金評議員。

## 経歴
東京市大森区生まれ。1962年に國學院大學文学部（日本文学専攻）を卒業し、海城高等学校教諭、開成高等学校教諭、東京国立文化財研究所芸能部研究員、同音楽舞踊研究室長、武蔵野女子大学教授、武蔵野大学能楽資料センター長を歴任。国立能楽堂三役養成研修講師、楽劇学会会長、藝能学会副会長などを務めた。2007年から文化庁芸術選奨推薦委員。
2012年第34回観世寿夫記念法政大学能楽賞受賞。共著の『能の囃子事』（1990年）で東洋音楽学会田邉尚雄賞を受賞。

## 編著書
- 『狂言 鑑賞のために』（吉越立雄と共著） 保育社、1974年 ISBN 978-4-586-50302-5
- 『能―本説と展開』（増田正造、小林責と共編） 桜楓社、1977年
- 『能を見る日々』（丸岡大二著、羽田昶編集） 能楽書林、1980年
- 『能・狂言事典』（西野春雄と共編） 平凡社、1987年 ISBN 978-4-582-12608-2
  - 新訂増補 1999年 ISBN 978-4-582-12622-8
  - 新版 2011年 ISBN 978-4-582-12641-9
- 『岩波講座 能・狂言〈3〉能の作者と作品』（横道萬里雄、西野春雄と共著） 岩波書店、1987年 ISBN 978-4-000-10293-3
- 『読んで楽しむ 能・狂言鑑賞ガイド』（監修） 小学館、1998年 ISBN 978-4-093-31110-6
- 『能謡研究叢書』全8巻（西哲生と共編） クレス出版、2004年
- 『能楽大事典』（小林責、西哲生と共著） 筑摩書房、2012年 ISBN 978-4-480-87357-6